# Сакарја
Сакарја (тур. Sakarya; грч. Σαγγάριος, лат. Sangarius) је река у Турској у северозападном делу Мале Азије. Дуга је 824 km. Није пловна. Улива се у Црно Море. Главне притоке су јој Порсук и Анкара. Површина слива је 53.800 km²
Користи се за напајање око градова Гејве и Адапазариja. У средњем делу тока налази се хидроенергетски комплекс Sariyarbaraji који обухвата 90 м високу брану, акумулационо језеро од 80 km² и хидроелелектрану.
У рату између Грчке и Турске је 1921. одржана битка код Сакарје која је допринела заустављању грчког продирања на турску територију, и сматра се преокретом у грчко-турскиом рату (1919—1922) који ће довести до победе Турске Републике 1922. у Малој Азији. 